# إيريك تروفاز
إيريك تروفاز (بالفرنسية: Erik Truffaz )‏ هو عازف جاز البوق فرنسي ولد في تشين بوجري في سويسرا في سنة 1960. ونشأ في فرنسا، في أرض جيكس.

## معلومات عن السيرة الذاتية
بدأ إريك تروفاز من قبل والده لموسيقى البوب، ثم دخل المعهد الموسيقي من شامبيري. اكتشف عالم موسيقى الجاز مع نوع الألبوم الأزرق من جانب مايلز Davis3.
في عام 1990، إريك تروفاز تشكيل فريق مع مارك إربيتا، مارسيلو جولياني، بيير لوك فاليه وموريس ماغنوني. فازت المجموعة بجائزة لجنة التحكيم الخاصة 1993 في مسابقة الجاز الوطني للدفاع. ونشرت ألبومه الأول تحت اسمه في عام 1994، نينا فاليريا.
هذا هو مصغرة الفجر يكشف إريك تروفاز للجمهور. أسلوبه في كثير من الأحيان يذكر مايلز ديفيس، وكما يصف بشكل منتظم كما مقلد لهذه الأخيرة. لكن الموسيقى إريك تروفاز هي مزيج من الأنواع. بناء على الطبل الإيقاعي والبص، وتتراوح الأغاني من الصوت مكتوما البوق من تروفاز ونيا الإنجليزية مغني الراب دعوة على الألبوم. سوف تستأنف الصيغة على الألبوم المقبل ثني الزوايا الجديدة وتأكيد نجاحها. ممشى السلحفاة العملاقة يظهر مزيد من التوجيه الصخور، بما في ذلك دور أكبر نظرا لالعصبي باس الكهربائية مارسيلو جولياني وقوة اللمس مارك إربيتا.
وتتجسد شعبيتها واعتراف ألبوم الكهربائية: إريك تروفاز النظر صدر في عام 2001 الذي هناك عدة عناوين من ألبوماته السابقة برئاسة فنانين مختلفين.

## روابط خارجية
- إيريك تروفاز على موقع IMDb (الإنجليزية)
- إيريك تروفاز على موقع ميوزك برينز (الإنجليزية)
- إيريك تروفاز على موقع أول ميوزيك (الإنجليزية)
- إيريك تروفاز على موقع ديسكوغز (الإنجليزية)